# Elvira Sorohan
Elvira Sorohan (* 21. August 1934 in Vaslui; † 12. April 2023 in Iași) war eine rumänische Historikerin und Literaturkritikerin.

## Biografie
Sie war Professorin an der Alexandru-Ioan-Cuza-Universität in Iaşi.
Während ihrer Karriere als Historikerin und Literaturkritikerin veröffentlichte Elvira Sorohan mehrere Studien in der Zeitschrift Convorbiri literare (Literarische Gespräche). Die meisten dieser Studien basieren auf der Geschichte der rumänischen Literatur. Sie schrieb auch über zeitgenössische Dichter wie Sorin Cerin mit der literarischen Chronik: Un Poet Existențialist din Secolul 21 (Literary Conversations, September 2015), oder Ioana Diaconescu (Literary Conversations, Januar 2019), die sie als Teil der Geschichte der rumänischen Literatur betrachtet. Sorohan schrieb außerdem Artikel für den Observator Cultural. Ihr ist ein Buch „In honorem Elvira Sorohan“ gewidmet, verfasst von Literaturkritikern und Historikern aus Rumänien.

## Veröffentlichungen
Einige Veröffentlichungen von Sorohan sind:
- Cantemir în cartea ieroglifelor (Cantemir im Buch der Hieroglyphen), Hrsg. Minerva, Bukarest, 1978
- Ipostaze ale revoltei la Heliade Rădulescu și Eminescu (Hypostasen der Revolte bei Heliade-Rădulescu und Mihai Eminescu) Hrsg. Minerva, Bukarest, 1982
- Introducere în opera lui Ion Budai-Deleanu (Einführung in die Werke von Budai-Deleanu), Hrsg. Minerva, Bukarest, 1984
- Cartea Cronicilor (Das Buch der Chroniken), Hrsg. Junimea, Iași, 1986
- Miron Costin: Permanențe ale mentalității românești (Miron Costin: Permanenzen der rumänischen Mentalität) Hrsg. Junimea, Iași, 1995
- Introducere în istoria literaturii române (Einführung in die Geschichte der rumänischen Literatur), Universitätsverlag, Iași, 1997
- Ion D. Sîrbu sau suferința spiritului captiv (Ion D. Sîrbu oder das Leiden des gefangenen Geistes), Hrsg. Junimea, Iași, 1999
- Naratori și modelare umană în medievalitatea româneasca[8]
- G. Călinescu în autoportret: câteva lecturi în palimpsest (G. Călinescu im Selbstporträt: Einige Palimpsest-Lesungen), Timpul Publishing House, Iași, 2007

## Rezeption
- Die fruchtbare Einsamkeit des Schriftstellers, Rezension verfasst von Bogdan Crețu, Ziarul Financiar, 28. Oktober 2010[2]

- Chronik des von Elvira Sorohan signierten Buches mit dem Titel Einführung in die Geschichte der rumänischen Literatur, Universitätsverlag „Al. I. Cuza“, Iași – 1997, erstellt von Cristina Florescu, Institut für Rumänische Philologie – Iași

## Auszeichnungen
- Preis des Schriftstellerverbandes – Iași, für Literaturkritik und Geschichte, 1978[9]
- Preis des Schriftstellerverbandes – Iași, für Literaturgeschichte, 1998
- Preis der Literaturkritik der Zeitschrift Convorbiri literare, 2000
- OPERA OMNIA – Preis des Verbandes rumänischer Schriftsteller – Filiale Iași, 2009